# Urban Guerillas
Urban Guerillas ist ein deutscher Spielfilm von Neco Çelik aus dem Jahr 2003. Er lief auf der Berlinale 2004 und erhielt das „Prädikat Wertvoll“ der Filmbewertungsstelle Wiesbaden (FBW). 2004 erhielt er den Publikumspreis auf dem Filmfestival Türkei/Deutschland.

## Inhalt
Als Hintergrund der Spielfilmhandlung dient die Jugendsubkultur Berlins. Der Haupthandlungsstrang erzählt die Identitätsfindung eines Mädchens dieser Szene in sexueller wie sozialer Hinsicht. Je nachdem, in welchem Umfeld sich „Danger“ bewegt (HipHop-, Breakdance-, Rap- oder Sprayerszene), nimmt sie eine andere Rolle ein. Als das burschikose Mädel Kaspar kennenlernt, der wie sie aus seiner Clique ausgeschlossen wurde, und dieser sie für einen Jungen hält, nimmt sie noch eine weitere Rolle an: die des Kumpels Kaspers.

## Hintergrund
Die FBW nannte bezüglich des Films vor allem „die vielfältigen, selbstbewusst agierenden jungen Frauen auf(fallend). Der moderne Berliner Heimatfilm über einen soziokulturellen Mikrokosmos jenseits der bürgerlichen Kultur ist ein optimistisch stimmender Gegenentwurf zur aktuell in Feuilletons und Politik geführten urbanen Gewalt- und Parallelweltendiskussion.“
2006 gelangte der Film als Reaktion der Produzenten (u. a. Erhan Emre) auf Detlev Bucks jugendliche Migrantengewalt thematisierenden Film Knallhart erneut in die Kinos: Man wollte zeigen, dass es auch andere Möglichkeiten gibt, Konflikte zu lösen, als die bei Buck dargestellten.